# Kajo Kaii
Kajo Kaii – miasto w Sudanie Południowym w stanie Yei River. Liczy poniżej 1000 mieszkańców. Ośrodek przemysłowy.